# Научно-исследовательский институт транспортного строительства
АО «Научно-исследовательский институт транспортного строительства» (АО ЦНИИС) — российское научно-исследовательское предприятие осуществляющее исследования, стандартизацию и нормирование в области проектирования, строительства и реконструкции автомобильных и железных дорог (включая электрификацию), тоннелей и метрополитенов, мостов, транспортных гидротехнических сооружений, транспортных зданий, инженерную защиту объектов и сооружений транспорта, испытывает и сертифицирует промышленную продукцию в строительстве. C 1954 по 1991 годы — головной научно-исследовательский институт Министерства транспортного строительства СССР.

## История ЦНИИС
23 июня 1935 года учреждён Научно-исследовательский институт пути и строительства (НИИПС) Народного комиссариата путей сообщения - он возник путём объединения Центрального Научно-исследовательского института железнодорожного строительства (существовавшим с 1930 года) и Института реконструкции пути.
Структура института, согласно справочнику «Вся Москва» за 1936 год:
- Отделение верхнего строения и земляного полотна
  - сектор верхнего строения
  - сектор земляного полотна
  - сектор дефектоскопии
- Отделение мостов и искусственных сооружений
  - сектор массивных сооружений
  - сектор металлических конструкций
  - мостоиспытательная станция
- Отделение механизации путевых и строительных работ
  - сектор механизации путевых работ
  - сектор механизации строительных работ
  - сектор борьбы со снегом и с песком
- Отделение строительных материалов
  - сектор бетона и камня
  - сектор древесины
- Лаборатории
  - путевая
  - грунтовая
  - механическая
  - дефектоскопии
  - бетонная
  - климатическая
  - микологическая
  - пропиточная

На днях начнет работать первая в СССР и в мире производственная лаборатория искусственного климата. Ее открывает Институт пути НКПС. В специально построенном здании разместились машины, производящие ветры, конденсаторы, дающие холод, осушители, увлажнители… В специальных камерах экспериментаторы смогут создавать различные климатические условия. В одной из камер, например, в августе-сентябре внезапно возникнет зима с морозами в 15-20 град., с холодными ветрами. Почвенный грунт в ящике быстро промерзнет. Здесь будут поставлены опыты по постройке железнодорожных путей и сооружений на вечных мерзлотах.
— Зима летом — лаборатория искусственного климата // Вечерняя Москва. - 1934. - № 132 (9 августа) - С. 1. 
В 1940 году институт разделён на две части: путейскую (в будущем часть ВНИИЖТ) и строительную (собственно ЦНИИС).
Во время Великой Отечественной войны в 1941 году институт вместе с другими институтами МПС был эвакуирован в г.Ташкент.
В 1950 г. приказом Министра путей сообщения Б. П. Бещева в состав ЦНИИСа вводятся мерзлотная станция в Сковородино, строительная производственно-экспериментальная база на Бескудниковской ветке в Москве, научно-исследовательская контора Главтоннельметростроя.
С 1954 по 1992 гг. являлся головным научно-исследовательским институтом Министерства транспортного строительства СССР.
В 1984 г. Указом Президиума Верховного Совета СССР за большие успехи, достигнутые при сооружении Байкало-Амурской магистрали, разработку и внедрение в строительство прогрессивных научно-технических решений ЦНИИС был награждён Орденом Октябрьской Революции.
Институт принимал участие в проектировании и строительстве многих уникальных объектов; их создатели отмечены правительственными наградами, Ленинскими и Государственными премиями СССР, Государственными премиями России, Премиями Совета Министров СССР и Правительства РФ. За успешную работу ЦНИИС неоднократно награждался переходящим Красным Знаменем ЦК КПСС и Совета Министров СССР. Институт занесён на Доску Почёта ВДНХ СССР, отмечался отраслевыми наградами.
Только на БАМе протяжённость участков, на которых были применены конструкции и технологии ЦНИИС, превысила 2000 км. Кроме того, с участием ЦНИИС построено около 1300 км земляного полотна на трассах железных дорог Сургут — Нижневартовск, Сургут — Уренгой, Уренгой — Надым, Ягельная — Ямбург.
В 1993 г. преобразован в открытое акционерное общество «Научно-исследовательский институт транспортного строительства (ОАО ЦНИИС)» (недоступная ссылка).

## Деятельность
Деятельность ОАО ЦНИИС связана с разработкой:
- нормативно-технических документов системы технического регулирования (СНиПы, СП, национальные стандарты, СТО, СТУ);
- прогрессивных конструкций, материалов и технологий сооружения строительных объектов транспортного назначения;
- методов и технологий применения различных материалов при сооружении транспортных объектов, в том числе в сложных природных условиях;
- средств механизации и автоматизации технологических процессов для транспортного и других видов строительства;
- физических и математических моделей конструкций;
- гидравлических и математических моделей гидро- и литодинамических процессов в прибрежной зоне моря с целью оценки современного состояния рассматриваемого побережья и тенденций их развития;
- эффективных, экономически целесообразные конструкции берегозащитных сооружений, технологий их строительства;
- систем комплексной инженерной защиты объектов и сооружений транспорта;
- инженерных методов в системе управления тепловым режимом и напряженно-деформированным состоянием грунтовых сооружений и оснований.

## Научный раздел
Институт обеспечивает научное обоснование и сопровождение проектирования и строительства транспортных сооружений, осуществляет разработку наукоемких проектов.
С 1942 года в институте — аспирантура и докторантура, где проходят подготовку кадры высшей квалификации.
В институте действует, утверждённый ВАК Минобрнауки РФ, Диссертационный совет, объединенный с Советом Московского государственного университета путей сообщения (МИИТ) ДМ 303.018.01 по защите диссертаций на соискание ученой степени доктора и кандидата наук по следующим основным специальностям транспортного строительства:
— 05.23.11. — «Проектирование и строительство дорог, метрополитенов, мостов и транспортных тоннелей»;
— 05.23.05 — «Строительные материалы и изделия».
Председатель совета д.т. н., профессор Цернант Александр Альфредович, заместитель председателя д.т. н., профессор Круглов Валерий Михайлович.
Ввиду системного характера научных проблем строительного комплекса, область научной специализации учёных ОАО ЦНИИС охватывает также ряд смежных специальностей: 05.22.06 «Железнодорожный путь, изыскания и проектирования железных дорог», 25.00.03 «Геотехника и геодинамика», 25.00.08 «Инженерная геология, мерзлотоведение и грунтоведение», 25.00.36 «Геоэкология», 05.02.22 «Организация производства» и др.
Научные труды: за период деятельности института было издано более 600 сборников научных статей, монографий сотрудников, методических и нормативных документов. Научные труды 2000—2011.

## Известные учёные ЦНИИС
Учёные, отмеченные государственными наградами, почетными званиями за вклад в науку.
Герои Социалистического Труда:
Воробьёв Л. А.; Силин К. С.
Кавалеры Ордена Ленина:
Силин К. С.— дважды; Дорман Я. А.; Лялин Н. Б.; Максимов Н. Н.; Цвелодуб Б. И.
Лауреаты Сталинской премии:
Лукьянов В. С. (1951), Дорман Я. А. (1945);
Лауреаты Государственной премии СССР в области науки и техники:
Лукьянов В. С. (1952);  Маренной Я. И. (1973); Антонов О. Ю. (1978), Силеверстов С. Н. (1978); Тер-Микаэлян Ф. М. (1980); Ройзман И. Б. (1983); Дмитриев В. Ф. (1986), Цернант А. А. (1986); Силин К. С. (1989), Большаков К. П. (1989), Цейтлин А. Л. (1989)
Лауреаты Ленинской премии:
Силин К. С. (1962), Глотов Н. М. (1962), Карпинский В. И. (1962); Никифоров Ю. Н., Троицкий Е. А.
Лауреаты Премии Ленинского Комсомола в области науки и техники:
Рыжевский М.Е. (1989), Харит М.Д. (1989)
Лауреаты премий Совета Министров СССР:
Силин К. С.; Глотов Н. М. (1977); Меркин В. Е. (1991); Орёл А. А.; Панин И. А.; Переселенков Г. С.; Хасхачих Г. Д.; Воробьёв Л. А.; Чеботаев В. В.; Цуканов Н. А.
Лауреаты Государственной премии РФ:
Ревзон А. Л. (1996)
Лауреаты премий Правительства РФ:
Величко В. П.; Игнатьев Е. Г.(2011); Щербаков Е. Н.
Лауреаты премий им. П. П. Мельникова:
Меркин В. Е. (19
Ведущие учёные ЦНИИС сегодня:
Переселенков Георгий Сергеевич — заслуженный деятель науки РФ, заслуженный строитель РФ, доктор технических наук, профессор, академик РАТ
Соловьянчик Александр Романович — заслуженный деятель науки РФ, доктор технических наук, профессор, академик РАТ
Пассек Вадим Васильевич — заслуженный изобретатель РФ, доктор технических наук, профессор
Ревзон Андрей Львович — лауреат государственной премии РФ, доктор географических наук
Гарбер Владимир Александрович — Почетный деятель науки и техники г. Москвы, доктор технических наук.
Антонов Олег Юрьевич — лауреат государственной премии СССР (1978) и премии Совета Министров СССР, кандидат технических наук.

## Награды

### 1984 г
Орден Октябрьской Революции за научно-техническое обеспечение строительства БАМ и железных дорог на севере Западной Сибири.
Ряд разработок института, выполненных за последние 15 лет были отмечены Премиями Правительства РФ:

### 1998 г
цикл исследований в области теории бетона и железобетона;

### 2002 г
создание высокоэкономичных опор мостов на больших водных акваториях с ледоставом;

### 2004 г
участие в создании новых высокоэкономичных марок сталей и их внедрение в отечественном мостостроении;

### 2005 г
Национальная общественная премия, учрежденная Госдумой РФ и Минтрансом РФ «Золотая колесница» в номинации «Лидер транспортной науки».

### 2011 г
участие в разработке комплексной системы научно-технического обеспечения эксплуатационной надежности металлических конструкций при возведении уникальных объектов.

### 2012 г
Международная премия «Евростандарт»

## Сертификация
ОАО ЦНИИС — сертифицирован с 2002 г. по международным стандартам качества ISO 9000 (с 2009 г. по стандарту ISO 9001:2008).

## Городок Института пути
См. подробнее Посёлок Института пути
Вокруг станции Институт пути в Свиблове, сложился комплекс административных, лабораторных и производственных зданий институтов ЦНИИТС и ВНИИЖТ, а также жилые здания и социальные объекты, построенные для их сотрудников.

...До вхождения в состав Москвы, городок Института пути был полностью автономным с точки зрения систем жизнеобеспечения... В городке была своя котельная, по-моему, водопровод, сеть магазинов, стадион, каток, школа, клуб, детские сады, поликлиники взрослая и детская, пожарная часть, канализация с очистными сооружениями. Эти службы/системы одна за одной подключались к городским и, конечно, полностью растворились в них, наверно, в семидесятые.
— Александр Середа, цитата по сайту «Северяне», статье «Институт пути и окрестности. Загадочные подземные сооружения»

## Галерея

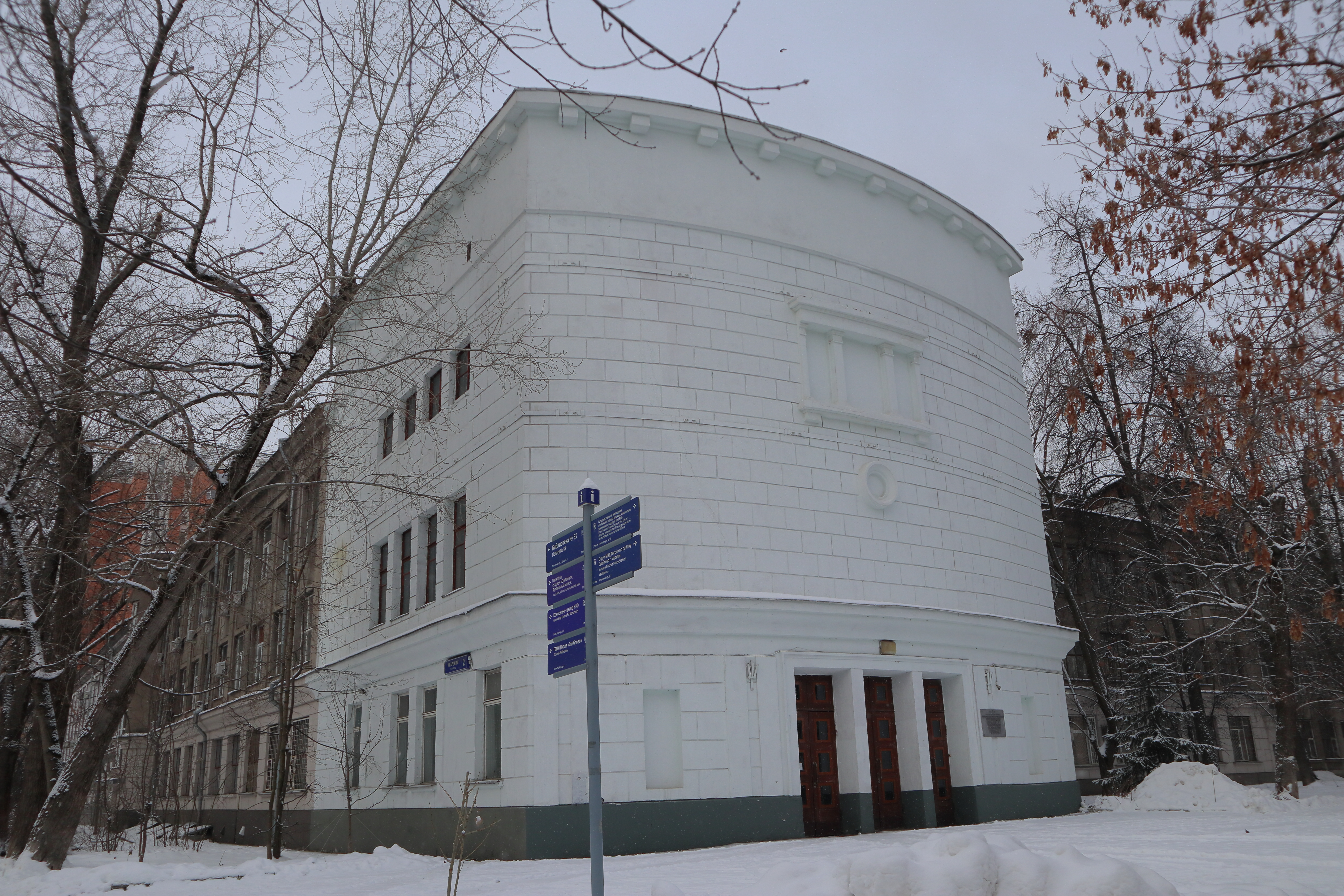
Исторический корпус (Игарский проезд, дом 2 - 1934 год - частично перестроен в 1950-е)
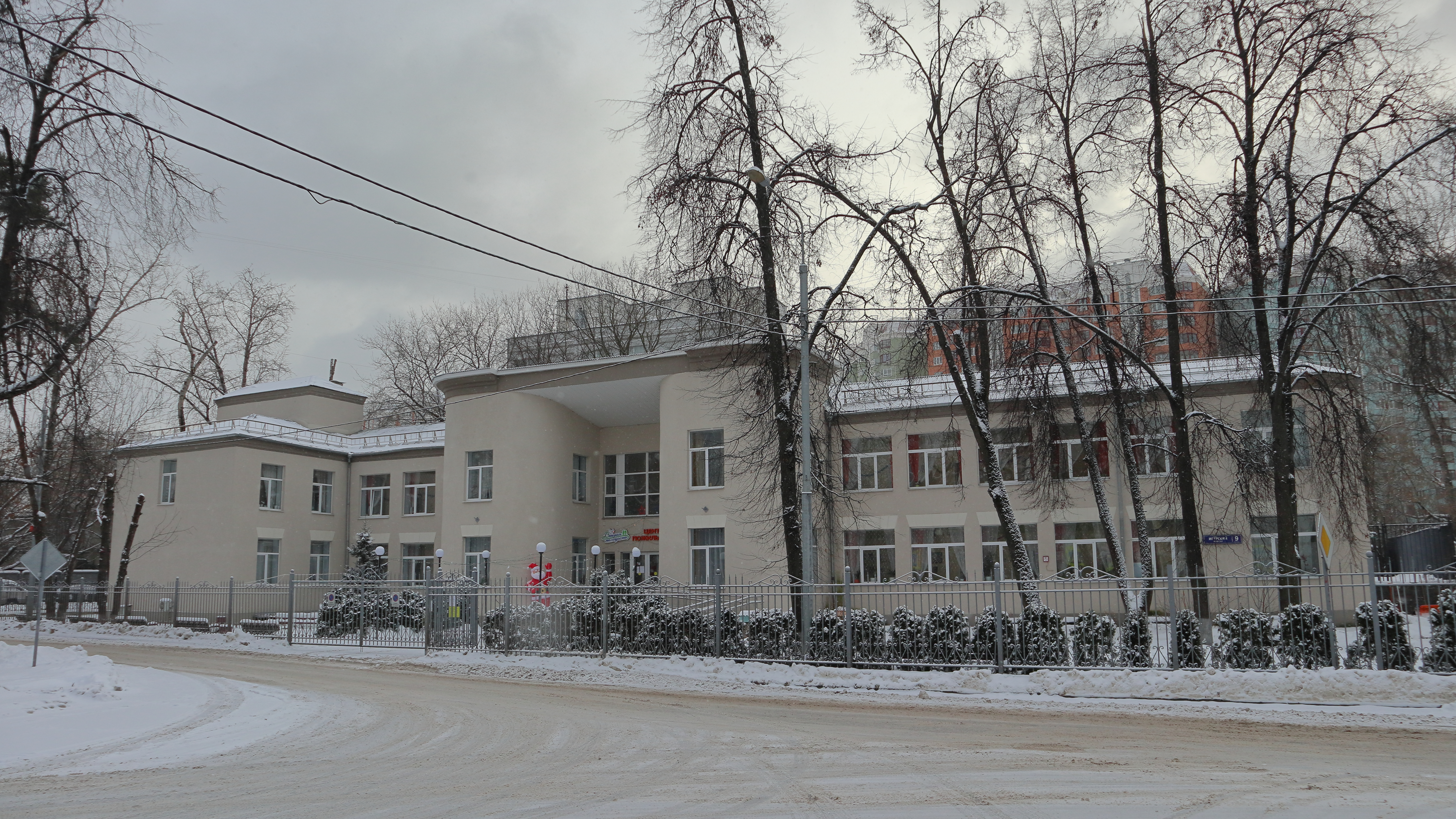
ВНИИЖТ — отделение путевого хозяйства («Старопутейской» корпус - Игарский проезд, дом 9 корп. 1	1934)
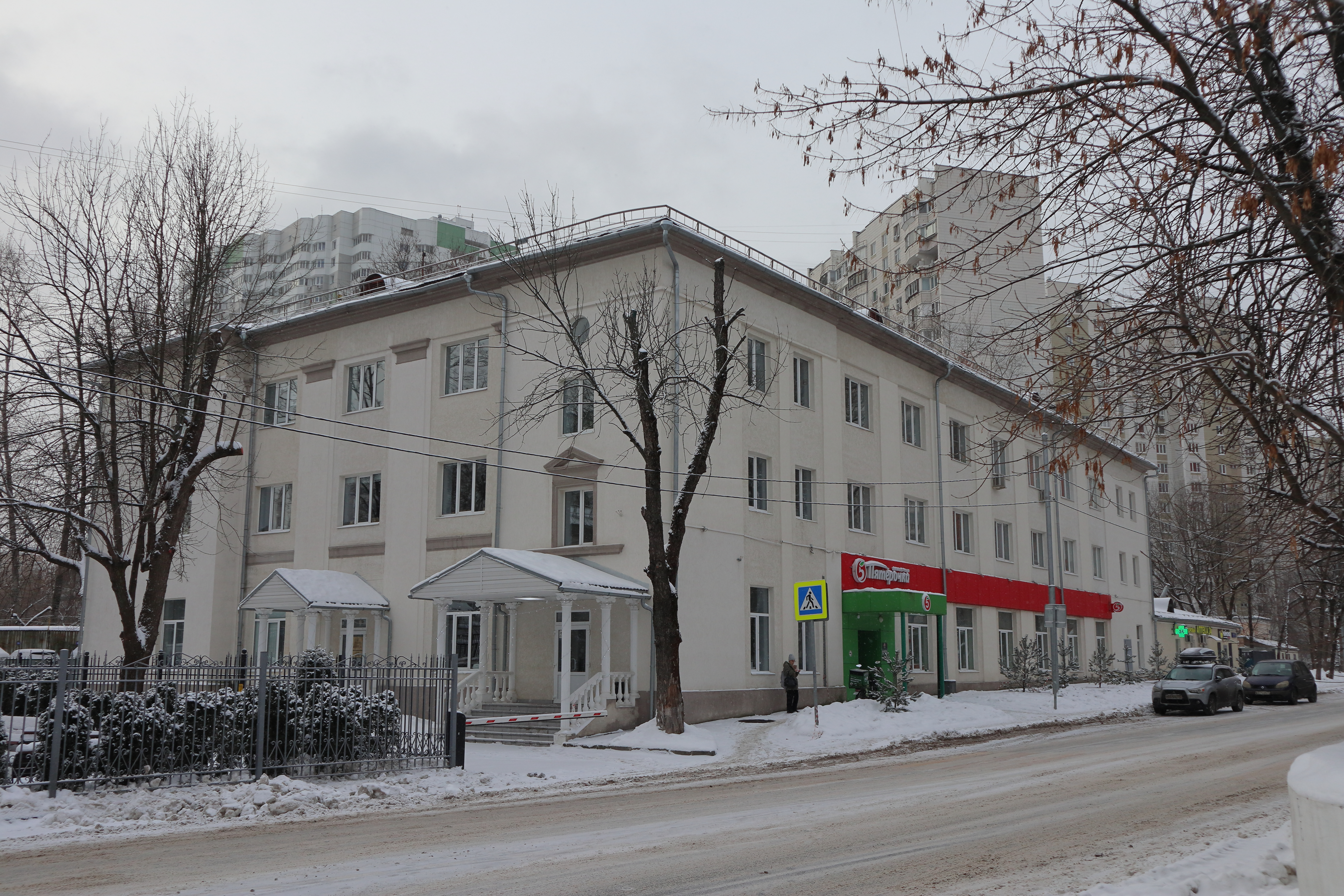
ЦНИИТС — отделения «Путь и путевое хозяйство» и «Метрополитены» («Новопутейской» корпус - Игарский проезд, дом 11 - 1941 год)
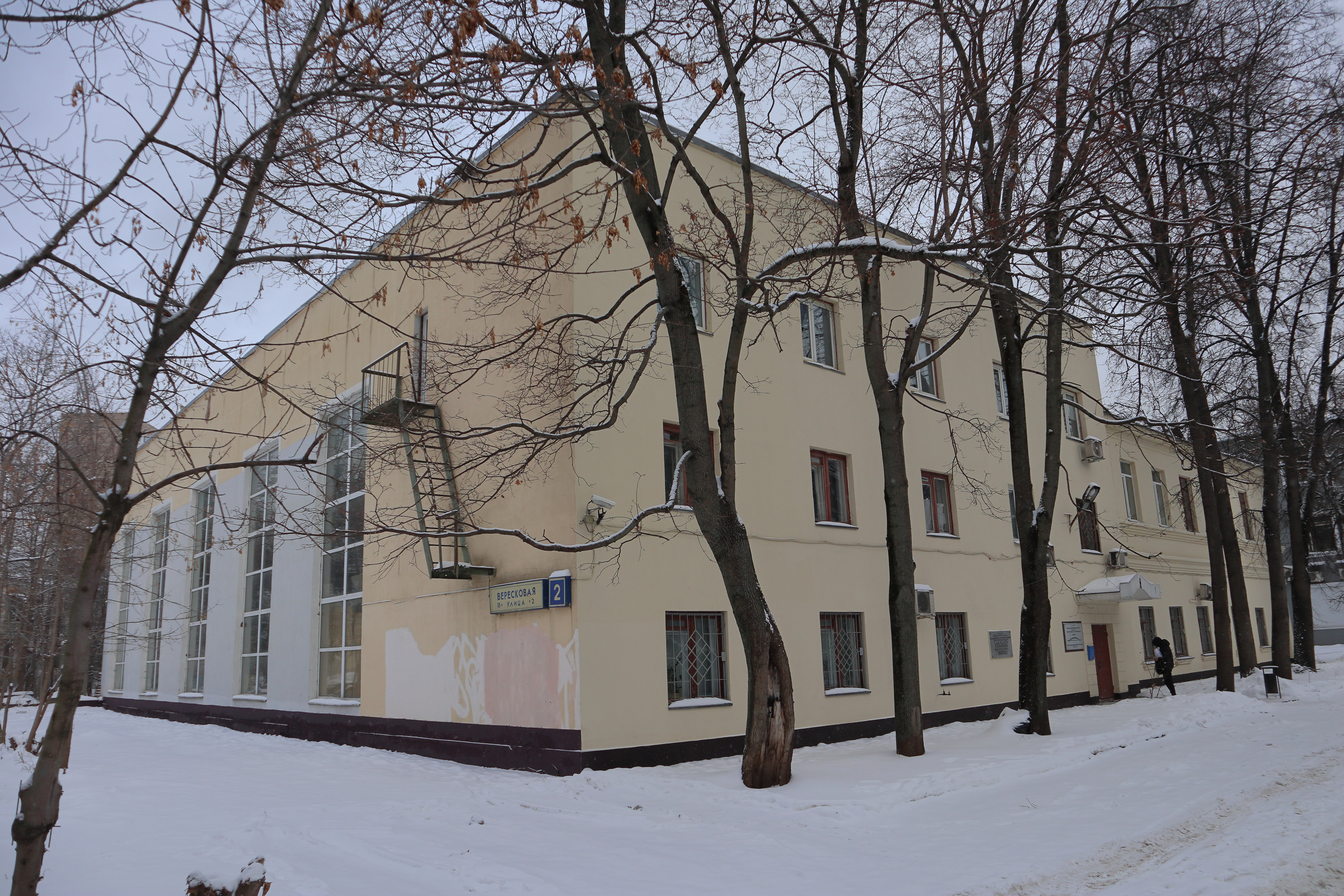
ЦНИИТС — НИЦ «Мосты» (ул. Вересковая, дом 2 - 1949 год)
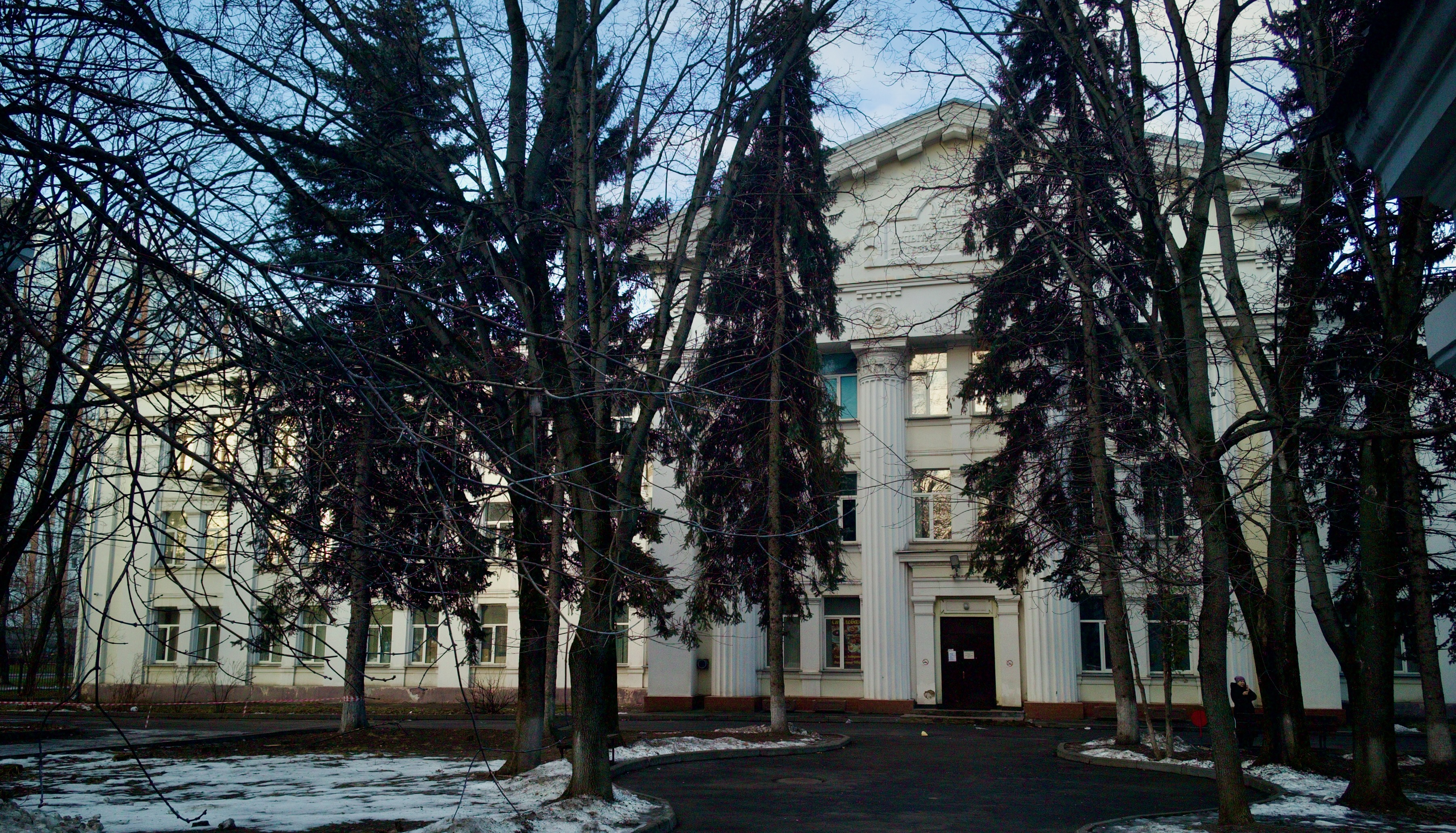
Демонстрационно-испытательный корпус путевых машин ЦНИИ, Опытный завод путевых машин МПС (пр. Русанова, дом 2 - 1955 год)
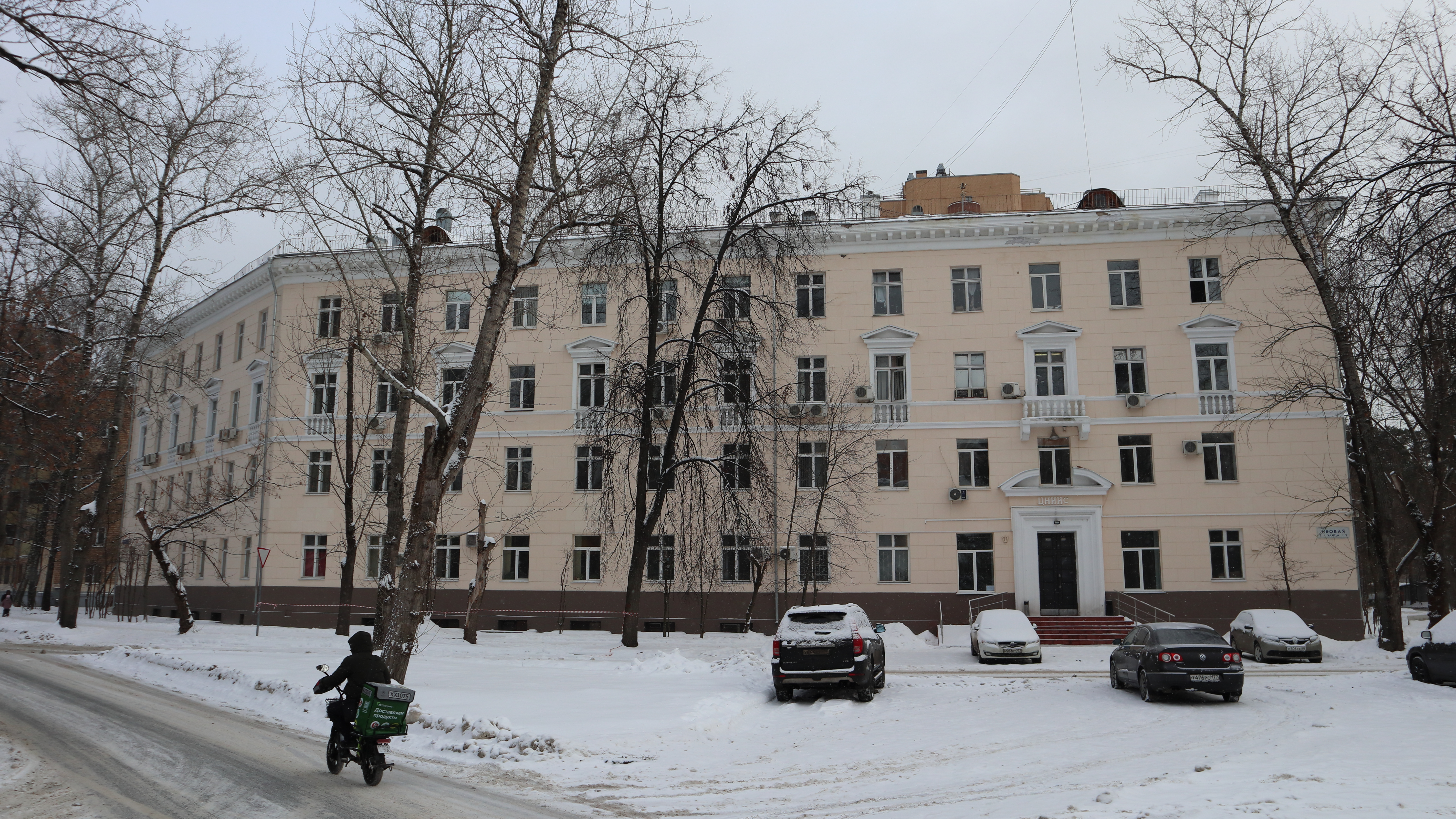
ЦНИИТС — лабораторный корпус, НИЦ «Тоннели» (Ивовая ул., дом 2 - 1956 год)
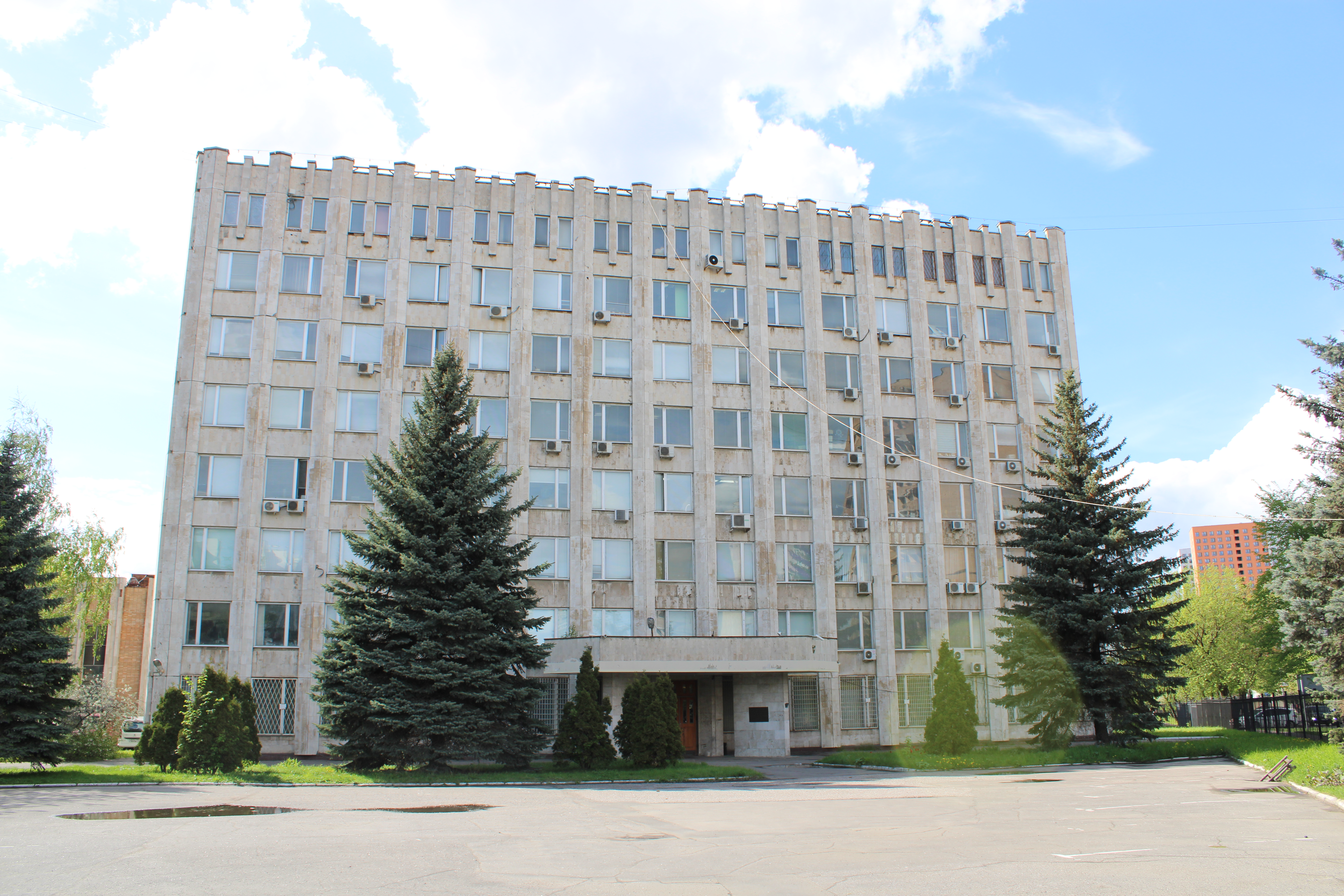
ЦНИИТС — новый корпус, Экспериментальный завод ЦНИИС (Кольская улица, дом 1 - 1979 год)